# Кунакбаєвська сільська рада
Кунакба́євська сільська рада (рос. Кунакбаевский сельский совет) — муніципальне утворення у складі Учалинського району Башкортостану, Росія. Адміністративний центр — село Кунакбаєво.

## Історія
17 грудня 2004 року до складу сільради був переданий присілок Кубяково Імангуловської сільради. Одночасно зі складу сільради була виключена територія площею 20,56 км² і передана до складу Імангуловської сільради.

## Населення
Населення — 1891 особа (2019, 1940 в 2010, 1896 в 2002).

## Склад
До складу поселення входять такі населені пункти:
| Населений пункт         | Населення, осіб (2002) | Населення, осіб (2010) |
| ----------------------- | ---------------------- | ---------------------- |
| Абдулкасімово, присілок | 17                     | 15                     |
| Ільтебаново, село       | 526                    | 480                    |
| Кубяково, присілок      | 6                      | 12                     |
| Кунакбаєво, село        | 677                    | 750                    |
| Юлдашево, село          | 670                    | 683                    |